# Christian Heidel

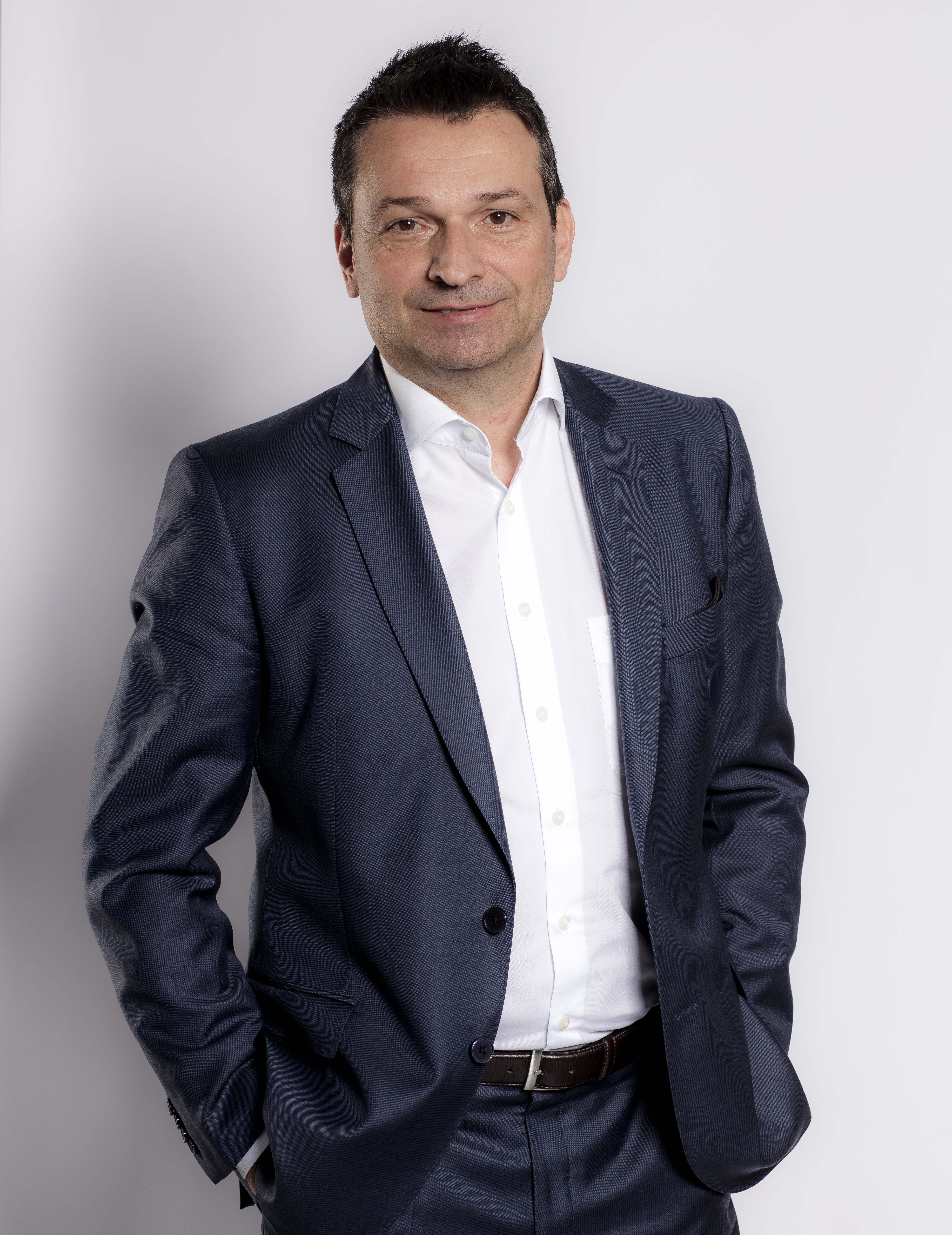
Christian Heidel (2017)

Christian Heidel (* 2. Juni 1963 in Mainz) ist ein deutscher Fußballfunktionär.

## Leben
Christian Heidels Vater ist Herbert Heidel, langjähriger Bürgermeister und Baudezernent der Stadt Mainz.
Nach dem Abitur absolvierte Christian Heidel eine Berufsausbildung zum Bankkaufmann. 1989 kaufte er sich mit 20 Prozent in ein Mainzer BMW-Autohaus ein, dessen kaufmännischer Geschäftsführer und Kommanditist er wurde. 2005 meldete er mit dem Autohaus Insolvenz an.
Heidel ist Vater eines Sohnes und zweier Töchter.

## Laufbahn als Fußballmanager

### 1. FSV Mainz 05 (1992–2016)
Von 1992 bis 2016 gehörte Heidel dem Vorstand des 1. FSV Mainz 05 als Manager an. Damit war er zum Ende dieses Zeitraums der dienstälteste Manager eines Fußball-Bundesligisten. Heidel gilt als einer der Eckpfeiler des sportlichen Erfolgs des Vereins. Er beförderte 2001 Jürgen Klopp vom Spieler zum Trainer, mit dem die Mainzer 2004 erstmals in die Bundesliga aufstiegen. Klopp wechselte 2008 zu Borussia Dortmund. 2009 beurlaubte Heidel fünf Tage vor Beginn der Bundesligasaison Trainer Jørn Andersen und stellte den bisherigen Trainer der A-Jugend Thomas Tuchel als Cheftrainer ein. Unter Tuchel erlebten die Nullfünfer ihre bis dahin erfolgreichste Zeit in der Bundesliga. 2011 und 2014 erreichte der 1. FSV Mainz 05 über einen 5. bzw. 7. Platz in der Bundesliga die Qualifikation zur Europa League, qualifizierte sich aber beide Male nicht für die Gruppenphase. Nach dem Weggang Tuchels verpflichtete Heidel im Sommer 2014 den späteren dänischen Nationaltrainer Kasper Hjulmand, der nach einer Phase der Erfolglosigkeit im Februar 2015 entlassen und durch den Trainer der 2. Mannschaft, Martin Schmidt ersetzt wurde.
Die Nachwuchsförderung des Vereins wurde unter Heidel forciert. Spielte die zweite Mannschaft bei Heidels Anfangszeit als Manager noch in der B-Klasse, stieg sie in der Saison 2013/14 nach dem siebten Aufstieg in die 3. Liga auf. Das Nachwuchsleistungszentrum des 1. FSV Mainz 05 ist von der Deutschen Fußball Liga mit dem Höchstwert von drei Sternen zertifiziert. Die U-19-Junioren gewannen 2009 unter dem späteren Chefcoach Thomas Tuchel nach einem 2:1-Sieg im Finale gegen Borussia Dortmund die deutsche A-Junioren-Meisterschaft.
Zu Heidels Aufgaben gehörte 2002 der Ausbau des Bruchwegstadions, der langjährigen Heimspielstätte von Mainz 05, und der Neubau der Coface Arena, in der die Nullfünfer seit 2011 ihre Heimspiele austragen. Unter seiner Verantwortung steigerte der 1. FSV Mainz 05 seinen Jahresumsatz von drei Millionen (1992) auf 78 Millionen Euro (2014).
Heidel übte seine Managertätigkeit bis September 2005 ehrenamtlich aus. Nachdem sein Autohaus 2005 in Insolvenz gegangen war, war er für die 05er im Hauptberuf tätig. Sein Arbeitsvertrag wurde 2012 bis ins Jahr 2017 verlängert. Zum Ende der Saison 2015/16 beendete er seine Tätigkeit, Mainz war in den letzten sieben Jahren seit dem Aufstieg keinen einzigen Tag auf einem Abstiegsplatz.

### FC Schalke 04 (2016–2019)
Heidel wechselte zur Saison 2016/17 als Sportvorstand zum FC Schalke 04. Heidel verpflichtete zur neuen Saison Markus Weinzierl als Cheftrainer. Nach einer durchwachsenen Spielzeit, die Schalke auf dem 10. Tabellenplatz abschloss, ersetzte er Weinzierl durch Domenico Tedesco. Unter Tedesco wurde der FC Schalke in der Saison 2017/18 Vizemeister und zog in das Halbfinale des DFB-Pokals ein. Nach sportlichen Misserfolgen in der Saison 2018/19 kündigte Heidel am 23. Februar 2019 an, dass sein Vertrag mit Einverständnis des Aufsichtsrats spätestens zum Saisonende aufgelöst wird. Am 14. März 2019 wurde Jochen Schneider als neuer Sportvorstand bestellt und löste damit Heidel vorzeitig ab.

### 2020: Rückkehr zu Mainz 05
Am 28. Dezember 2020 kehrte Heidel als Nachfolger von Rouven Schröder als Vorstandsmitglied für Strategie, Sport und Kommunikation zusammen mit Martin Schmidt als Sportdirektor zum Verein zurück. Sein zunächst bis 2022 laufender Vertrag wurde im Oktober 2021 auf eine unbestimmte Laufzeit verlängert.